# Automolis cameruna
Automolis cameruna là một loài bướm đêm thuộc phân họ Arctiinae, họ Erebidae.